# Donato Rodríguez
Donato Rodríguez García (Santa Olalla de Valdivielso (Burgos), 27 de enero de 1911 -  monte Tramalón, Ruiloba (Santander)  15 de enero de 1937) fue un compañero laico y colaborador en el apostolado del sacerdote diocesano y educador de jóvenes  Valentín Palencia,   maestro católico y director de banda de música, junto con el cual fue    martirizado junto con el cual fue durante la Guerra Civil Española.
Beatificado por el papa Francisco el 23 de abril de 2016.

## Biografía
Hijo del matrimonio formado por Diego Rodríguez Fernández y Basilia García Valderrama.
A causa de la poliomielitis infantil caminaba con muletas.
El 19 de noviembre de 1934 recibe el diploma de capacidad en la enseñanza de piano por el Conservatorio Nacional de Música y Declamación.
Director de la banda de música del Patronato de San José donde enseñaba solfeo e instrumentación. 
En el verano de 1936 el sacerdote Valentín Palencia organiza en la playa de Suances la estancia vacacional de un grupo de niños que acudieron acompañados por los músicos de Patronato de San José.
Acusado por sus prácticas religiosas en la clandestinidad el sacerdote fue detenido junto con seis de sus muchachos. Cuatro, uno de los cuales fue Donato,  desearon acompañarlo. Los cinco fueron fusilados en el monte Tramalón de Ruiloba el 15 de enero de 1937.

## Beatificación
El primero de octubre de 2015 el papa Francisco promulgaba el decreto por el que declaraba al siervo de Dios y a cuatro de sus compañeros como mártires.
El 23 de abril de 2016 fue beatificado en la catedral de Burgos junto con el sacerdote  Valentín Palencia y otros tres jóvenes que dieron la vida por confesar su fe:  Germán García García, Zacarías Cuesta Campo y Emilio Huidobro Corrales. El acto fue presidido por el prefecto de la Congregación para la Causa de los Santos de la Santa Sede, el cardenal Angelo Amato, quien acude a Burgos en representación del papa Francisco.